# Колібрі-аметист гірський
Колі́брі-амети́ст гірський (Philodice bryantae) — вид серпокрильцеподібних птахів родини колібрієвих (Trochilidae). Мешкає в Коста-Риці і Панамі.

## Опис

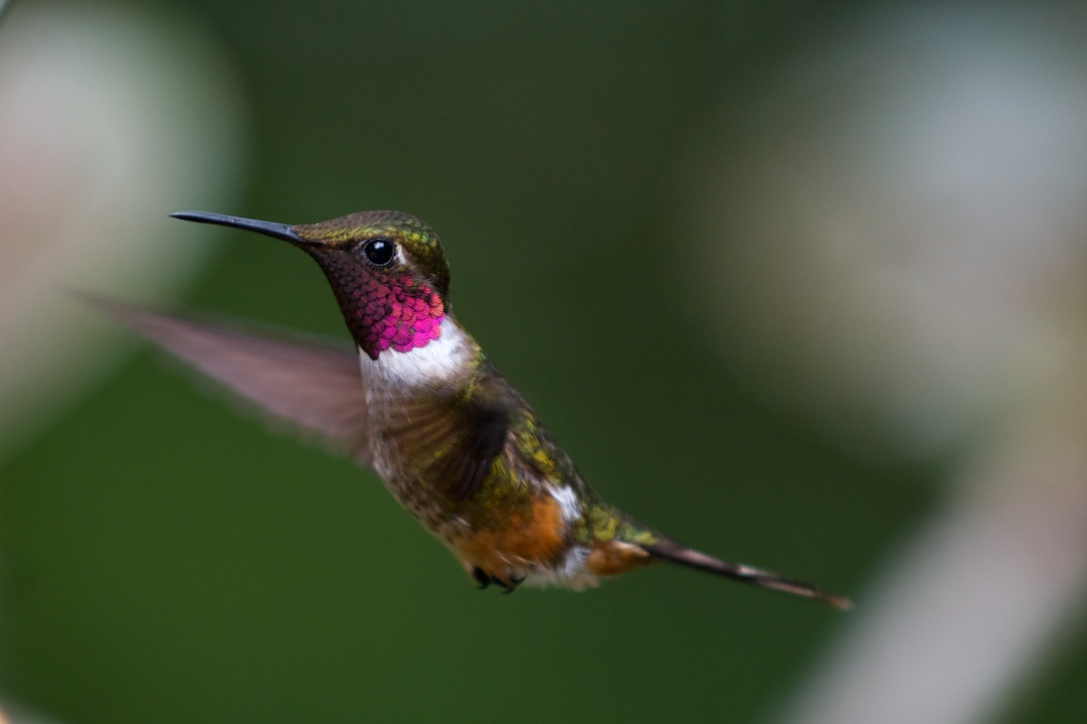
Самець гірського колібрі-аметиста

Довжина самців становить 9 см, вага 3,3 г, довжина самиць становить 7,5 см, вага 3,5 г. У самців верхня частина тіла бронзово-зелена, за очима білі плямки. Центральні стернові пера хвоста короткі, чорні, крайні стернові пера хвоста більш довгі, чорні, внітрішні опахала у них коричнюваті або рудувато-коричневі. На горлі фіолетова пляма з металевим відблиском, груди білі, решта нижньої частини тіла рудувата, боки і гузка поцятковані зеленими плямками. Дзьоб короткий, прямий, чорний.
У самиць верхня частина тіла така ж, як у самців, за очима вузькі білі смуги, скроні сіруваті, горло охристе. Біла смуга на грудях менш контрастна, решта нижньої частини тіла рудувата, місцями поцяткована зеленими плямками. Центральні і крайні пари стернових пер у них коротші за решту. Стернові пера рудувато-коричневі з чорною смугою на кінці і охристими кінчиками. Забарвлення молодих птахів є подібне до забарвлення самиць, однак нижня частина тіла у них блідіша, а пера на верхній частині тіла мають охристі краї.

## Поширення і екологія
Гірські колібрі-аметисти мешкають в горах Коста-Рики і західної Панами, переважно на тихоокеанських схилах. вони живуть на узліссях вологих гірських тропічних лісах, на галявинах, в рідколіссях і у високогірних чагарникових заростях. В Коста-Риці зустрічаються на висоті від 700 до 1850 м над рівнем моря, в Панамі на висоті від 1100 до 1750 м над рівнем моря.
Гірські колібрі-аметисти живляться нектаром різноманітних невисоких дерев, зокрема з роду Inga, чагарників, зокрема з роду Lantana і трав'янистих рослин, зокрема з роду Lobelia. Також вони доповнюють свій раціон дрібними безхребетними, яких ловлять в польоті або збирають з рослинності. І самиці, і самці захищають кормові території. Гніздування в Коста-Риці триває з листопада по квітень. В цей період самці збираються на невеликих токовищах на узліссі, приваблюючи самиць співом.